# La Roue de la Fortune (Burne-Jones)
La Roue de la Fortune – en anglais The Wheel of Fortune – est un tableau réalisé par le peintre britannique Edward Burne-Jones entre 1875 et 1883. De format vertical, cette huile sur toile préraphaélite est une peinture mythologique qui représente la Roue de Fortune emportant trois hommes nus dans le mouvement que lui impulse une femme géante vêtue d'une toge antique : Fortuna, la déesse qui préside au destin des mortels, en l'occurrence un esclave, un roi et un poète. Exposée à Londres en 1883, l'œuvre passe entre les mains d'Arthur Balfour, de son frère Gerald Balfour puis de Charles de Noailles. Achetée en 1980, elle est conservée au musée d'Orsay, à Paris, en France.